# Homebrew (gestor de paquets)
Homebrew és un gestor de paquets que simplifica la instal·lació, actualització i eliminació de programes en els sistemes operatius macOS de Apple i GNU/Linux. Creat originalment per Max Howell, el programa ha guanyat popularitat en la comunitat de Ruby on Rails. Ha estat destacat pel seu fàcil ús i integració amb la línia de comandos.
Fa ús extensiu de GitHub per donar suport a més paquets. En 2010 va ser el tercer repositori amb més forks en la plataforma i té el major nombre de contribucions. S'ha expandit creant Linuxbrew, una opció per els sistemes GNU/Linux, i Homebrew Cask, una interfície gràfica.

## Història
Va ser escrit per Max Howell en 2009, l'any 2013 es va completar una campanya de recaptació de fons mitjançant Kickstarter, es va destinar els diners per adquirir servidors que van servir per provar i construir el programa. Des de desembre de 2018 el gestor és mantingut per un equip de 21 desenvolupadors. Des de gener de 2019 Linuxbrew forma part de Homebrew com a funció beta.

## Implementació
Homebrew està escrit en el llenguatge de programació Ruby, fa ús de la versió del llenguatge instal·lada en sistemes macOS. El gestor utilitza un repositori de Git per actualitzar-se prenent la versió més actualitzada en GitHub, se situa en la ruta /usr/local/Homebrew, utilitza els scripts en Ruby per gestionar dependències, descarregar arxius d'origen, configurar i compilar el programari. Els paquets binaris anomenats bottles proporcionen fórmules preconstruïdes amb opcions predeterminades. El gestor recol·lecta dades de comportament dels usuaris fent ús de Google Analytics.